# 鳥取県道288号上大立横田線
鳥取県道288号上大立横田線（とっとりけんどう288ごう かみおおたちよこたせん）は、鳥取県倉吉市を通る一般県道である。

## 概要
倉吉市上大立から倉吉市横田に至る。

### 路線データ
- 起点：鳥取県倉吉市上大立（鳥取県道45号倉吉江府溝口線交点、鳥取県道297号上大立大栄線起点）
- 終点：鳥取県倉吉市横田（横田交差点、鳥取県道34号倉吉赤碕中山線交点）
- 未開通区間：起点 - 鳥取県倉吉市大河内

## 路線状況

### 重複区間
- 鳥取県道313号下見関金線（倉吉市大河内 - 倉吉市森）

## 地理

### 通過する自治体
- 鳥取県
  - 倉吉市

### 交差する道路
| 交差する道路                                                     | 交差する場所 | 交差する場所      |
| ---------------------------------------------------------------- | ------------ | ----------------- |
| 鳥取県道45号倉吉江府溝口線未供用 鳥取県道297号上大立大栄線未供用 | 上大立       | 起点              |
| 未供用区間                                                       |              |                   |
| 鳥取県道313号下見関金線 重複区間起点                             | 大河内       |                   |
| 鳥取県道313号下見関金線 重複区間終点                             | 森           |                   |
| 鳥取県道50号東伯関金線                                           | 福本         | 福本交差点        |
| 鳥取県道34号倉吉赤碕中山線                                       | 横田         | 横田交差点 / 終点 |

### 沿線
- 倉吉市立久米中学校（終点付近）